# Армантје
Армантје (фр. Armentieux) насеље је и општина у јужној Француској у региону Миди Пирене, у департману Жерс која припада префектури Миранд.
По подацима из 2011. године у општини је живело 86 становника, а густина насељености је износила 17,81 становника/km². Општина се простире на површини од 4,83 km². Налази се на средњој надморској висини од 159 метара (максималној 221 m, а минималној 141 m).

## Демографија
| 1962. | 1968. | 1975. | 1982. | 1990. | 1999. | 2011. |
| ----- | ----- | ----- | ----- | ----- | ----- | ----- |
| 73    | 93    | 76    | 79    | 71    | 76    | 86    |

График промене броја становника у току последњих година